# Wesselburener Deichhausen
Wesselburener Deichhausen er en by og kommune i det nordlige Tyskland, beliggende i Amt Büsum-Wesselburen under Kreis Dithmarschen. Kreis Dithmarschen har hjemsted i den sydvestlige del af delstaten Slesvig-Holsten.

## Geografi
I kommunen ligger landsbyerne Hartenkröge og Hassenbüttel.